# Runaway 2: The Dream of the Turtle
Runaway 2: The Dream of the Turtle è un'avventura grafica punta e clicca lanciata dai Pendulo Studios nel 2006. Segue lo stile in due dimensioni, così come il primo episodio della saga.
In Spagna, dove il gioco è stato lanciato nel 2007, è stata messa in commercio un'edizione speciale per i collezionisti.

## Trama
Brian Basco è in vacanza alle Hawaii con la sua ragazza Gina, dopo che i due si erano innamorati durante la loro prima avventura in Runaway: A Road Adventure. Gina è molto eccitata all'idea di prendere l'idrovolante per andare a fare una gita alle bellissime cascate Tiki Falls sull'isola di Mala e Brian accetta suo malgrado la visita turistica. Ma durante il volo il vecchio pilota viene colpito da infarto: mentre l'idrovolante sta precipitando, Brian costringe Gina a lanciarsi con il paracadute. Durante la caduta Gina viene colpita da quelli che sembrano colpi d'arma da fuoco e, svenuta, affonda in un piccolo lago. Nel frattempo Brian riesce a scamparla tentando un atterraggio di emergenza nella giungla... Ricominciano così nuove avventure esotiche per Brian, alla ricerca della sperduta Gina. Alla fine del gioco la storia viene lasciata in sospeso in attesa del terzo episodio della saga.

## Personaggi e doppiatori
- Brian Basco, doppiato in italiano da Luca Sandri.
È il protagonista ed unico personaggio controllato dal giocatore, dottorando in Fisica all'Università di Berkeley in California. In questo episodio perde l'aspetto da cervellone che aveva nella prima avventura, a favore di un look più moderno e di un carattere più estroverso. Niente potrà fermarlo nella ricerca della ragazza che mai avrebbe pensato di poter avere, Gina. Brian ha anche un ruolo secondario nell'ultimo capitolo del gioco: fa la parte di Brushian Bharscough, un pirata inglese nativo di York catturato e tenuto prigioniero sull'Oriòn dal pirata Malantùnez, dal quale si libera e cerca di fuggire per tornare sulla sua nave chiamata Interfector; e comincia a indagare sull'Orion.
- Gina Timmins, doppiata in italiano da Marisa Della Pasqua.
È la ragazza che Brian investe con la sua auto nel primo episodio di Runaway. Dopo l'aiuto che Brian le dà nel primo episodio, non è una sorpresa che siano in vacanza insieme alle Hawaii, e che vuole visitare con lui le rovine del Tempio del Tiki sull'isola di Mala. Lei, solo per questo episodio, non ha un ruolo fondamentale perché appare solo nelle parti iniziale (quando Brian la lancia col paracadute dall'idrovolante), centrale e finale (quando viene messa in cura nello stato letargico dai trantoriani).
- Joshua, doppiato in italiano da Pietro Ubaldi.
È il simpatico ed eccentrico signore incontrato già nel primo episodio nel cratere vicino a Douglasville. Dopo essere andato sul pianeta Trantor è tornato sulla Terra, con la missione di trovare il professor James Simon e consegnargli un messaggio da parte dei trantoriani. In questo episodio Brian lo ritrova sulla spiaggia dell'isola di Mala travestito da monaco incappucciato, all'inizio creduto muto. È di grande aiuto a Brian, ma combina anche un sacco di guai. In questo episodio si scopre che è di origine nipponica, e che il suo nome completo è Joshua Nakayama-Smith. All'interno del gioco, Joshua ha anche il ruolo di "versione futura" di se stesso, al quale il giocatore può chiedere aiuto ogni qualvolta ne avrà bisogno per proseguire. Questo perché, come spiegherà lui stesso, nella dimensione temporale dove si trova le vicende del gioco sono state risolte da molto tempo e per questo ha deciso di costruire un contattatore telepatico per cercare di contattare quanti più "Brian" riuscisse a trovare attraverso l'asse temporale, per aiutarli onde evitare il crearsi di paradossi temporali in caso, ad esempio, di morte del protagonista.
- Sushi Douglas, doppiata in italiano da Emanuela Pacotto.
È la hacker miliardaria, proprietaria della città-fantasma di Douglasville, in Arizona, che aiuta Brian quando necessita di assistenza tecnica. Grazie al suo yacht, il Douglas III, e alle sue conoscenze tecnologiche e storiologiche, Brian potrà perseguire la sua ricerca della trantonite nell'Oceano Pacifico.
- Saturno (Saturn), doppiato in italiano da Claudio Moneta.
È lo scienziato-inventore (amico di Brian, Sushi e Rutger) che aiuta Brian a trovare la trantonite, nascosta da qualche parte nel galeone del leggendario pirata Malantùnez affondato nell'Oceano Pacifico, per via del “rivelatore di neutrini”.
- Rutger, doppiato in italiano da Luca Bottale.
È l'amico rastafariano di Brian, Sushi e Saturno. Solo per questo episodio Rutger non ha un ruolo preciso, se non per cercare di convincerlo di fargli restituire a Brian il cappello telepatico di Saturno.
- Lokelani, doppiata in italiano da Donatella Fanfani.
È un nuovo personaggio. Una ragazza che ricalca lo stereotipo delle hawaiane: formosa, attraente e dal carattere assai libertino. Dà un tocco piccante all'avventura di Brian (che lo soprannomina Kaimi, che significa "colui che cerca"), dopo il loro incontro al bar di Luana Beach di cui lei si occupa. Lokelani era una truccatrice di Hollywood, e sarà proprio per il suo vecchio hobby che aiuterà Brian a farlo entrare nel Tempio del Tiki attraverso l'accampamento militare truccandolo e travestendolo nello scienziato francese Pierre Pignon. Caratteristico è il suo saper "intrattenere"; come quando deve truccare Brian e per farlo rilassare gli fa un "trattamento speciale". Lo stesso farà con il vero professor Pignon per trattenerlo in modo da permettere al protagonista di prendere il suo posto.
- Knife, doppiato in italiano da Ruggero Andreozzi.
È un nuovo personaggio. Amico di Lokelani e Kai. È un surfista ed ex universitario originario di Byron Bay, in Australia. Lui possiede un motoscafo, che sarà di fondamentale aiuto a Brian e Joshua per la loro fuga dall'isola e per sfuggire da Kordsmeier e da Tarantola. Ha un figlio, Koala, dal carattere molto irrequieto e da "piccola peste". Come Kai, anche lui ripete spesso "amico" , che, tradotto in hawaiiano, non è altro che "brah", pronunciata frequentemente da Kai stesso.
- Kai, doppiato in italiano da Lorenzo Scattorin.
È un nuovo personaggio. Amico di Lokelani e Knife. È un ex surfista hawaiiano, ma che ha smesso di praticare dopo aver perso la gamba sinistra per colpa di uno squalo. Essendo hawaiano, nelle conversazioni, si lascia sfuggire qualche parola nella sua lingua madre. È anche un rianimatore rituale di polli (hobby che è stato ereditato da suo nonno), e grazie al suo aiuto Brian riesce a far rianimare e risvegliare, in punto di morte, il pappagallo di Lokelani, Aolani. Una delle caratteristiche che lo distingue è il mascherare la sua pigrizia con il fatto di aver bisogno di "meditare". Un'ulteriore particolarità è il suo dire "brah" in continuazione,  che, tradotto,  dovrebbe equivalere ad "amico".
- Zachariah O'Connor, doppiato in italiano da Dario Dossena.
È un nuovo personaggio. È un soldato dell'accampamento militare dell'isola di Mala. Lui, a differenza degli altri soldati, è mezzo sordo e prende ordini da tutti, il che saranno questi suoi due difetti che permetteranno a Brian di svolgere determinati obiettivi. Sorprendente e assai curioso,  però,  è il fatto che, nonostante la sua stupidità, lui sarà l'unico a scoprire il travestimento di Brian, ma che comunque,  alla fine, aiuterà a fuggire distraendo il colonnello e Tarantola. Si sa che prima di arruolarsi,  era un taglialegna.
- Ben Wazowzki, doppiato in italiano da Riccardo Rovatti.
È un nuovo personaggio. È un appassionato e cercatore di orsi, e colleziona essenze di orsi di ogni tipo. Brian, grazie ad uno stratagemma, darà lui una testa di orso polare (che in realtà è di alce) e si inserirà in un branco di orsi polari per studiarli e prendere una nuova essenza fino al suo ritorno.
- Archibald, doppiato in italiano da Gigi Rosa.
È un nuovo personaggio. È un cuoco incontrato da Brian in Alaska, il cui aspetto ricorda quello di un barbone. È violento, irascibile, scontroso e misantropo, e, per certi tratti, anche presuntuoso, dato che afferma di saperne più di chiunque altro in svariati campi, come la cucina e la medicina. Una volta che il protagonista avrà trovato gli ingredienti preparerà per lui un sushi al salmone, necessario per guarire Joshua dal suo stato di confusione mentale. Cammina tranquillamente a piedi scalzi sulla neve senza accusare il minimo freddo. Inoltre va su tutte le furie se qualcuno lo chiama Archie, fatto citato da Wazowski e provato dallo stesso Brian. Per la natura bizzarra del personaggio, molte sono le voci che circolano su suo conto, alcune verosimili altre meno (come ad esempio, il fatto che c'è chi pensa che sia un bigfoot o un gremlin). Per farlo "apparire" è necessario suonare una specie di fischietto che però,  curiosamente,  non emette alcun suono. Inoltre detesta chiunque suoni con la chitarra, soprattutto i canti natalizi.
- James Simon, doppiato in italiano da Gianni Quillico.
È un nuovo personaggio. È un professore e scienziato in contatto con i Trantoriani, e che faceva parte di un ente terrestre chiamato Agenzia Internazionale dei Contattatori fino all'arrivo di Kordsmeier. Il professore, in quel periodo, rifiutò l'offerta del Colonnello di ottenere l'NG-Zero dai Trantoriani, e lui cercò di eliminarlo. Da allora si rifugiò in una casa segreta in Alaska. Simon fornisce a Brian e Josha alcune informazioni sui Trantoriani e le loro caratteristiche, sulle vere potenzialità dell'arma trantoriana NG-Zero e sugli scopi malvagi del Colonnello Kordsmeier per quest'arma.
- Dean Grassick e Camille, doppiati in italiano da Claudio Moneta e Beatrice Caggiula.
Sono due nuovi personaggi. Dean Grassick è il più famoso avventuriero e cacciatore di tesori del mondo, ed ha un suo programma televisivo intitolato “L'Avventura Grassick”. Brian deve cercare di convincerlo a dargli delle pagine di articoli scientifici appartenenti a Saturno, fondamentali per la realizzazione del rilevatore di neutrini. Camille è una giovane ragazza francese nonché assistente di Dean, ruolo ottenuto grazie ad un concorso mondiale organizzato dal programma, il cui vincitore/trice avrebbe accompagnato Dean Grassick in una sua avventura. Alla fine però Dean si rifiuterà di immergersi per cercare la trantonite e si scopre che è un impostore, o meglio un attore-fantoccio ingaggiato dal programma televisivo per spacciarsi come avventuriero, ma sostituito da controfigure specializzate nelle vere scene di azione. Anche Camille, come Brian, svolge un ruolo secondario nell'ultimo capitolo del gioco: ella fa invece la parte di Camille LeBouvier, una ragazza a sua volta catturata dal pirata Malantùnez, in attesa di un piano di fuga pronto da parte di Brushian.
- Nathaniel Henry Kordsmeier, doppiato in italiano da Dario Oppido.
È un colonnello degli marines degli Stati Uniti. Nuovo personaggio e nuovo antagonista di Brian. Psicopatico, cinico e spietato, Kordsmeier dirige un accampamento sull'isola di Mala, ostacolando Brian nella sua ricerca per salvare Gina. Il suo unico interesse è l'NG-Zero, una potentissima arma aliena in grado di distruggere grandissime città in pochi secondi, in mano ai Trantoriani. Sembra avere una smodata "passione" per le guerre e uccidere, cosa che, a detta sua, farebbe in continuazione. È un accanito fumatore di sigari, che gli vengono importati da Cuba da un altro colonnello,  suo amico.
- Tarantola, doppiata in italiano da Giuliana Atepi
È un nuovo personaggio e nuovo antagonista di Brian. È una spietata e psicopatica mercenaria al servizio del Colonnello Kordsmeier. Non si fa tanti scrupoli neanche ad uccidere i suoi stessi uomini. Ha un veleno paralizzante sotto le unghie ed è chiamata così per il suo smisurato amore per le tarantole. Il suo vero nome è sconosciuto.
- Lester "Flowerpot" Kordsmeier è un nuovo personaggio. È un soldato dell'accampamento militare all'isola Mala, figlio del colonnello Kordsmeier, che tenta in tutti i modi di nasconderlo per vergogna del suo carattere non troppo sveglio e, per certi versi, infantile. Viene spesso rimproverato dal padre per la sua stupidità e immaturità.
- Otto, doppiato in italiano da Gianni Quillico. È l'eccentrico ed anziano pilota dell'idrovolante che avrebbe dovuto scortare Brian e Gina all'Isola Mala. Colto da un malore in pieno volo, verrà dato per morto salvo poi scoprirsi sopravvissuto nel finale del gioco.
- Soldato Brighton, doppiato in italiano da Luca Bottale. È uno dei soldati posti a guardia dell'accampamento militare.
- Soldato Felton, doppiato in italiano da Claudio Moneta.
- Aolani, doppiato in italiano da Pietro Ubaldi. È il pappagallo (un Cacatua galerita per la precisione) di Lokelani, al quale è molto affezionata. Aolani, come molti personaggi del gioco, ha una piccola parte nel sogno di Brian, ultimo capitolo del gioco: fa la parte di Cane Impiumato, il pappagallo di Malantùnez, e il custode dell'indovinello per scoprire l'ubicazione della trantonite (nel capitolo, chiamato Astro Occulto dell'Averno).
- Pierre Pignon, doppiato in italiano da Claudio Moneta. È un professore e scienziato afro-francese, un tempo collaboratore del professor Simon nell'Agenzia Internazionale dei Contattatori. È atteso all'Isola Mala dal colonnello Kordsmeier, che vuole servirsi di lui per aprire l'A.M.E.B.A. e scoprire l'ubicazione dell'NG-Zero. Brian prenderà il suo posto per infiltrarsi nell'accampamento militare e cercare Gina, mentre il vero Pignon sarà "intrattenuto" da Lokelani.
- Chapman, doppiato in italiano da Pietro Ubaldi. È il secondo in grado di Kordsmeier.
- 1, doppiato in italiano da Claudio Moneta.
- 14, doppiato in italiano da Lorenzo Scattorin.
- 17, doppiato in italiano da Luca Bottale.
- 18, doppiato in italiano da Lorenzo Scattorin.
- Alpha, doppiata in italiano da Emanuela Pacotto.
- Rosa, doppiata in italiano da Marisa Della Pasqua.
- Capitan Don Iñigo de Malantùnez y Goñon, doppiato in italiano da Dario Oppido. È un leggendario pirata, vissuto nel XVI secolo, conosciuto per la sua ferocia e spietatezza, ma soprattutto per la sua imbattibilità. Secondo alcune ricerche di Sushi, Malantùnez, in gioventù, entrò in possesso della trantonite, da lui ribattezzata Astro occulto dell'Averno, rubandola a Palenque, che lo protesse nelle corso delle sue innumerevoli battaglie anche in situazioni estreme, e che lo aiutò a creare la sua leggenda di uomo immortale e temuto, assieme alla sua nave, l'Oriòn. Per alimentare ancora di più le dicerie, raccontava di essere sceso negli inferi ed aver rubato la pietra al diavolo stesso. Nel sogno di Brian, si scopre che la trantonite gli fu poi rubata da un pirata inglese di nome Brushian Bharscough ("interpretato" nel sogno proprio da Brian stesso), capitano della nave Interfector infiltrato sull'Oriòn proprio per cerca la pietra e guidare l'attacco per affondare la nave. L'aspetto di Malantùnez, nel sogno di Brian, è stato concepito secondo quello di Gustav, ovvero uno degli scagnozzi dei Sandretti in Runaway: A Road Adventure.
- Cane Botte, doppiato in italiano da Pietro Ubaldi. Nel sogno di Brian, è' il nostromo di Malantùnez, posto a guardia delle celle dell'Oriòn e di smistatore di grog a bordo della nave. Come molti personaggi, il suo aspetto nel sogno è concepito secondo quello di un personaggio incontrato da Brain, in questo caso quello di Oscar, il forzuto guardiano di Mama Dorita visto in Runaway: A Road Adventure.
- Cane Russo, doppiato in italiano da Riccardo Rovatti. Nel sogno di Brian, è' il pirata posto a guardia della stanza dove è tenuto prigioniero Brushian Bharscough. Il suo aspetto nel sogno è concepito secondo quello di Feodor, uno dei due scagnozzi dei Sandretti in Runaway: A Road Adventure.